# Anomala obsoleta
Anomala obsoleta es una especie de escarabajo del género Anomala, familia Scarabaeidae. Fue descrita científicamente por Blanchard en 1851.
Esta especie se encuentra en el continente asiático. 